# Nguyễn Văn Thiện (chuẩn tướng)
Nguyễn Văn Thiện (1928-1970), nguyên là một tướng lĩnh sĩ gốc Kỵ binh của Quân lực Việt Nam Cộng hòa, cấp bậc Chuẩn tướng. Ông xuất thân từ những khóa đầu tiên ở trường Sĩ Quan Trừ bị được Quân đội Pháp hỗ trợ cho Chính phủ Quốc gia mở ra tại miền Nam Việt Nam với mục đích đào tạo sĩ quan người Việt phục vụ cho Quân đội Liên hiệp Pháp. Sau một thời gian phục vụ ở Binh chủng Thiết giáp, ông được chuyển nhiệm vụ sang lĩnh vực Chỉ huy & Tham mưu cấp Quân đoàn và Biệt khu. Năm 1970, ông bị tử nạn máy bay và mất tích.

## Tiểu sử và Binh nghiệp
Ông sinh vào tháng 6 năm 1928 trong một gia đình Nho học tại Phú Vang, Thừa Thiên, miền Trung Việt Nam. Năm 1949, ông tốt nghiệp Trung học chương trình Pháp tại Huế với văn bằng Tú tài bán phần (Part I). Sau đó được bổ dụng làm công chức tại Huế cho đến ngày gia nhập quân đội.

### Quân đội Quốc gia Việt Nam
Giữa tháng 9 năm 1952, thi hành lệnh động viên ông nhập ngũ vào Quân đội Quốc gia, mang số quân: 48/104.136. Theo học khóa 2 Phụng Sự tại Trường Sĩ quan Trừ bị Thủ Đức. Ngày 1 tháng 4 năm 1953 mãn khóa tốt nghiệp với cấp bậc Thiếu úy. Ra trường, ông được chọn về đơn vị Thám thính xa và được cử đi thụ huấn khóa Trung đội trưởng Thiết giáp tại Trung tâm Huấn luyện Thiết giáp Viễn Đông của Quân đội Pháp ở Vũng Tàu. Tháng 7 năm 1953, mãn khoá về đơn vị ông được giữ chức vụ Chi đội trưởng Chi đội Thiết giáp, đồn trú tại An Nông, Huế. Đến năm 1954, ông được thăng cấp Trung úy và được cử làm Chi đoàn trưởng Chi đoàn 2 Thám thính.

### Quân đội Việt Nam Cộng hòa
Đầu năm 1955, ông được biệt phái sang Tiểu đoàn 2 Danh dự Huế, giữ chức Trung đội trưởng Thiết giáp hộ tống (gồm 4 xe Thiết giáp AM). Sau khi Quân đội Quốc gia được đổi tên thành Quân đội Việt Nam Cộng hòa (cuối tháng 10 năm 1955). Tháng 12 cùng năm, ông được thăng cấp Đại úy và được cử đi du học khoá Thiết giáp cao cấp tại Trường Thiết giáp Saumur, Pháp.
Trung tuần tháng 3 năm 1956, ông được chỉ định làm Trưởng phòng Lục quân thuộc Nha Nhân viên Bộ Quốc phòng thay thế Thiếu tá Nguyễn Sĩ Túc. Tháng 10 cùng năm ông được đặc cách thăng cấp Thiếu tá tại nhiệm.
Đầu năm 1958, ông nhận lệnh bàn giao chức vụ Trưởng phòng Lục quân lại cho Đại úy Trần Ngọc Thống. Tháng 5 cùng năm, ông được thăng cấp Trung tá và được bổ nhiệm vào chức vụ Chỉ huy trưởng Binh chủng Thiết giáp binh thay thế Trung tá Hoàng Xuân Lãm được cử đi du học lớp Chỉ huy và Tham mưu tại Hoa Kỳ. Đầu năm 1962, ông được cử đi du học ở Hoa Kỳ lớp Chỉ huy Tham mưu cao cấp tại trường Chỉ huy và Tham mưu Fort Leavenworth thuộc Tiểu bang Kansas, sau khi tạm bàn giao Bộ Chỉ huy Thiết giáp lại cho cấp phó Xử lý Thường vụ. Tháng 6 cùng năm mãn khóa học về nước, ông tiếp tục giữ chức vụ Chỉ huy trưởng Thiết giáp binh.
Ngày 1 tháng 11 năm 1963, trong cuộc đảo chính Tổng thống Ngô Đình Diệm, ông được mời họp ở văn phòng Thiếu tướng Trần Thiện Khiêm Tham mưu trưởng Liên quân tại Bộ Tổng tham mưu và bị giữ luôn ở phòng họp số 1, trước khi cuộc đảo chính khởi sự để cho kế hoạch đảo chính được giữ bí mật. Ngày 3 tháng 11 ông được thăng cấp Đại tá tại nhiệm. Tháng 12 cuối năm, ông được lệnh bàn giao chức vụ Chỉ huy trưởng Thiết giáp lại cho Đại tá Vĩnh Lộc nguyên Chỉ huy trưởng Trung tâm Huấn luyện Quốc gia Vạn Kiếp.
Đầu tháng 2 năm 1964, sau cuộc Chỉnh lý của tướng Nguyễn Khánh, ông được cử vào chức vụ Phó Tư lệnh Quân đoàn I và Vùng 1 chiến thuật do Thiếu tướng Tôn Thất Xứng làm Tư lệnh. Tháng 3 cùng năm, ông kiêm nhiệm chức Thị trưởng Đà Nẵng thay thế Trung tá Trần Ngọc Châu.
Trung tuần tháng 2 năm 1966, ông được lệnh bàn giao chức vụ Thị trưởng Đà Nẵng lại cho Bác sĩ Nguyễn Văn Mẫn. Sau đó được cử vào chức vụ Tư lệnh Biệt khu Quảng Nam, Đà Nẵng (Quảng-Đà). Ngày Quốc khánh Đệ Nhị Cộng hòa 1 tháng 11 năm 1970, ông nhận được quyết định thăng cấp Chuẩn tướng tại nhiệm.

## Tử nạn
Ngày 3 tháng 11 năm 1970, từ Đà Nẵng vào Sài Gòn để dự lễ gắn cấp bậc Chuẩn tướng cho chính mình tại Dinh Độc Lập. Ông bay trên chiếc phản lực cơ A.37 (chỉ bay được 2 người), nhưng hành trình bay đã không đến đích và không biết phi cơ bị tai nạn như thế nào. Ông được ghi nhận bị tử nạn và mất tích. Hưởng dương 42 tuổi.
Sau tai nạn, một số các đơn vị thuộc Quân lực Việt Nam Cộng hòa qua nhiều ngày nỗ lực tìm kiếm thi hài và máy bay mất tích, từ miền núi đến bờ biển dọc theo hành trình bay của chiếc A.37 nhưng không có kết quả.